# Колючая кавалла
Колючая кавалла (лат. Carangoides armatus) — вид морских лучепёрых рыб из семейства ставридовых. Максимальная длина тела 58 см. Распространены в тропических и субтропических водах Индийского и Тихого океанов. 

## Описание
Тело высокое, сильно сжато с боков. Верхний профиль головы крутой, но прямой от кончика рыла до затылка. Диаметр глаза примерно равен или несколько меньше длины рыла. Ворсинкообразные зубы расположены полосами на обеих челюстях. Ширина лент больше в передней части челюстей. На сошнике зубы расположены пятном клиновидной формы без срединного выступа. На первой жаберной дуги 31—37 жаберных тычинок, из них на верхней части 10—15 тычинок, а на нижней — 20—24. Два спинных плавника чётко отделены друг от друга. В первом спинном плавнике 8 жёстких лучей, а во втором — 1 колючий и 19—22 мягких луча. Перед анальным плавником расположены две отдельно сидящие колючки. В анальном плавнике 1 колючий и 16—18 мягких лучей. Передняя часть лопасти второго спинного плавника удлинённая и нитевидная, её длина превышает длину головы. Наблюдается половой диморфизм по форме спинного плавника; у половозрелых самцов с длиной тела более 21 см центральные мягкие лучи второго спинного плавника с 3-го по 12 вытянуты в нити различной длины. Хвостовой плавник вильчатый. Передняя часть боковой линии дугообразная, переходит в прямую часть на уровне вертикали, проходящей между 10 и 12 мягкими лучами второго спинного плавника. Хорда изогнутой части длиннее прямой части боковой линии. Прямая часть боковой линии с 11-24 слабыми щитками. Общее количество элементов в боковой линии (включая чешуйки в изогнутой части) составляет 25-43. Нижняя часть груди без чешуи до основания брюшных плавников; по бокам груди голый участок кожи проходит диагонально до голой нижней части. Позвонков: 10 туловищных и 14 хвостовых.
Верхняя часть тела и головы голубовато-серого цвета, бока серебристые. На верхнем крае жаберной крышки есть тёмное пятно. Первый спинной плавник черноватый. Второй спинной и анальный плавники от бледного до тёмного цвета; передний край лопастей от тёмного до черноватого. Хвостовой плавник серый с чёрными передним и задним краями. Брюшные плавники чёрные у особей длиной менее 10 см, по мере роста рыб бледнеют.
Максимальная длина тела 58 см, обычно до 30 см; масса тела до 3,5 кг.

## Биология
Морские пелагические рыбы. Обитают в прибрежных водах в областях скалистых и коралловых рифов, патрулируя в одиночку или небольшим группами границы рифовых зон. Редко встречаются в открытых водах вдали от берега. Также обнаружены в мелководных заливах и лагунах. Молодь заходит в эстуарии.
Колючие каваллы питаются разными видами мелких рыб, головоногими (включая кальмаров) и ракообразными (крабы и ротоногие). Длинные  жаберные тычинки позволяют представителям данного вида включать в рацион мелкие организмы планктона. Достигают половой зрелости при длине тела 21—22 см.

## Ареал
Колючие каваллы широко распространены в Индо-Тихоокеанской области от Дурбана и Мадагаскара, вдоль побережья восточной Африки до Красного моря и Оманского залива и далее на восток до юга Индии, Пакистана и Шри-Ланка. В западной части Тихого океана встречаются от Сиамского залива до Гонконга, Таиланда и Японии.